# Botanophila solidiceps
Botanophila solidiceps este o specie de muște din genul Botanophila, familia Anthomyiidae. A fost descrisă pentru prima dată de Huckett în anul 1966.
Este endemică în Oregon. Conform Catalogue of Life specia Botanophila solidiceps nu are subspecii cunoscute.